# 南極洲撞擊坑列表
南極洲撞擊坑列表列出所有在南極洲及南冰洋的撞擊坑，這些撞擊坑形成原因為大型隕石與彗星自宇宙墜落在地球撞擊造成的。在經過侵蝕與深埋等作用，這些撞擊坑直徑只能從撞擊坑的輪緣中心推估，因而與實際值有所誤差。
目前在南極洲發現的撞擊坑都還未被確認，這些撞擊坑都還位於理論推估階段，所以在地球撞擊資料庫內並無資料。

## 未確認的撞擊坑
以下列表列出所有未確認並在南極洲的撞擊坑，這些撞擊坑並未列在地球撞擊資料庫內。由於對撞擊坑的審查與相關證據驗證標準提升，這些新發現的撞擊坑因證據不足而無法證明其為隕石與彗星撞擊地球而造成的，但這些撞擊坑在未來也有可能被證實為隕石與彗星撞擊地球造成的撞擊坑。
| 名稱       | 位置       | 直徑（公里） | 年代（百萬年） | 座標                              | 註解        |
| ---------- | ---------- | ------------ | -------------- | --------------------------------- | ----------- |
| 鮑爾斯     | 羅斯海     | 100          | 未知           | 71°12′S 176°00′E / 71.2°S 176°E   | IFSG        |
| 羅斯       | 羅斯海     | 550          | 漸新世         | 77°30′S 178°30′E / 77.5°S 178.5°E | IFSG        |
| 威爾克斯地 | 威爾克斯地 | 485          | 推估<500       | 70°S 120°E / 70°S 120°E           | [ 3 ] [ 4 ] |

## 外部連結
- Earth Impact Database（页面存档备份，存于） – List of confirmed earth impact sites at the Planetary and Space Science Centre, University of New Brunswick
- Impact Database（页面存档备份，存于） (formerly Suspected Earth Impact Sites list) maintained by David Rajmon for Impact Field Studies Group, USA